# WebRatio Platform
WebRatio Platform è un ambiente di sviluppo integrato multipiattaforma per lo sviluppo rapido delle applicazioni (anche denominato piattaforma di sviluppo low code) che utilizza il linguaggio di modellazione Interaction Flow Modeling Language (IFML) per sviluppare applicazioni web, applicazioni mobile, e applicazioni basate su processi BPMN.  È stato ideato e viene sviluppato e commercializzato dall’omonima azienda WebRatio.

## Caratteristiche
WebRatio è uno strumento di Ingegneria guidata dal modello, che permette di definire visivamente le caratteristiche dell’applicazione e generare automaticamente il codice sorgente che ne consente l’esecuzione.
Il linguaggio di modellazione che utilizza è Interaction Flow Modeling Language, standard definito da Object Management Group (OMG).
L’ambiente di sviluppo comprende
- WebRatio Web Platform
- WebRario Mobile Platform
- WebRatio BPM Platform[5]

Le capacità fondamentali della piattaforma consentono di:
- definire la UI per il front-end
- definire i workflow per il backend
- definire il domain model per la gestione dei dati
- definire i servizi per gestire i dati e le elaborazioni
- definire processi di business eseguibili
- generare applicazioni web e mobile funzionanti
- installare in cloud o on-premises
- integrare le applicazioni con sistemi terzi
- lavorare in team sullo stesso progetto
- creare e utilizzare template grafici (HTML, CSS, JavaScript)
- creare e utilizzare Add-ons per estendere le funzionalità

## Storia
L’azienda WebRatio nel 2001 sviluppa la prima versione della piattaforma, che utilizza il linguaggio di modellazione WebML, una notazione visuale ideata dagli stessi fondatori dell’impresa che consente la composizione di applicazioni ipertestuali per il Web. Nel 2013 WebML è donato ad Object Management Group (OMG), che lo estende per l’utilizzo su una più ampia gamma di interfacce front-end, creando così lo standard Interaction Flow Modeling Language (IFML). Nel 2014 WebRatio BPM Platform è menzionata nella guida di Gartner “Hype Cycle for Business Process Management, 2014”, nel 2015 nella guida “Market Guide to Business Process Management Platforms”, nel 2016 e nel 2017 invece WebRatio Mobile Platform è menzionata nella guida “Market guide for Rapid Mobile App development tools”.

## Ultime Versioni
| Nome                | Data              | Versione |
| ------------------- | ----------------- | -------- |
| WebRatio Platform 9 | Planned 2019      | 9.0.X    |
| WebRatio Platform 8 | 21 maggio 2015    | 8.0      |
| WebRatio Platform 7 | 14 dicembre 2012  | 7.0      |
| WebRatio Platform 6 | 19 settembre 2010 | 6.0      |
| WebRatio Platform 5 | 15 ottobre 2008   | 5.0      |

## Riconoscimenti e menzioni
- 2017 WebRatio Mobile Platform è menzionata nella guida di Gartner “Market guide for Rapid Mobile App development tools”
- 2016 WebRatio Mobile Platform è menzionata nella guida di Gartner “Market guide for Rapid Mobile App development tools”
- 2015 WebRatio BPM Platform è menzionata nella guida di Gartner “Market Guide to Business Process Management Platforms”
- 2014 WebRatio BPM Platform è menzionata nella guida di Gartner “Hype Cycle for Business Process Management, 2014”